# Фэллон, Мэтт
Мэтт Фэллон (англ. Matt Fallon; род. 30 сентября 1965 года, Бруклин, Нью-Йорк, США) — американский вокалист, наиболее известный своим недолгим участием в хеви-метал-группах Anthrax и Skid Row.

## Ранние годы
Мэтт родился 30 сентября 1965 года в Бруклине, штате Нью-Йорк. У него есть младший брат. Настоящая фамилия Мэтта — Франкель англ. Frankel. Он имеет немецкие корни.
Фэллон вместе с семьёй переехал в Трентон, штат Нью-Джерси, в возрасте 8 лет.

## Музыкальная карьера
Вдохновленный такими группами, как Led Zeppelin, Black Sabbath, Judas Priest и AC/DC, Фэллон в начале 1980-х был фронтменом нескольких местных групп. 
К 15-ти он уже играл в соседней гаражной группе с барабанщиком Полом Шнайдерманом, который позже присоединится к лос-анджелесской рок-группе XYZ под псевдонимом «Пол Монро».
Через некоторое время Фэллон присоединился к рок-группе Steel Fortune, где объединился с гитаристом Дэйвом Сабо, будущим участником Skid Row.
Steel Fortune и Anthrax были в центре внимания, когда участники трэш-метал-группы Metallica приехали в Сейревилл в 1983 году для продвижения «Kill Em’ All», своего первого на тот момент альбома.
В сентябре 1984 года гитарист Скотт Иэн снова пересекся с Фэллоном на шоу Steel Fortune в Нью-Йорке. 
После выступления Иэн предложил ему присоединиться к Anthrax, и Фэллон согласился. Группа вместе с Мэттом начала записывать свой второй альбом «Spreading the Disease» в Итаке, штате Нью-Йорк. 
Однако Фэллону не хватало уверенности в студии, и он был уволен, так и не закончив работу над альбомом.
В 1986 году Дэйв Сабо пригласил Фэллона в Skid Row. Он согласился, и вместе с группой начал записывать демо в студии давнего друга Сабо и вокалиста Bon Jovi Джона Бон Джови в Филадельфии. 
Skid Row играли в клубах Нью-Йорка, Нью-Джерси и Пенсильвании. Фэллон также написал песню «Midnight/Tornado» в соавторстве с Сабо. 
В декабре 1986 года Skid Row выступали на разогреве у Bon Jovi во время их тура «Slippery When Wet» в Вифлееме и Джонстауне, штате Пенсильвания. 
В начале 1987 года пути Фэллона и Skid Row разошлись. До сих пор не известно, был ли он уволен или ушёл сам. Фэллон продолжал выступать в составах местных групп до 1991 года.
В составе своей группы Фэллон записал одноимённый альбом. Так и не добившись успеха на сцене, Фэллон ушёл из музыкальной индустрии.

## Личная жизнь
В 1990 году он женился на Дебре Контильо, а через год у него родилась дочь Бриттани Рене.

## Дискография
с Anthrax
- Spreading the Disease (1985) (написание песен, но в титрах не указан[2][3])

со Skid Row
- The Matt Fallon Demos (1986)[4]
- Skid Row (1989) (соавтор трека «Midnight/Tornado»)

с Fallon
- Fallon (2015) (записан в 1991 году)